# Scheiwiller Svensson Arkitektkontor
Scheiwiller Svensson Arkitektkontor (numera Gatun Arkitekter) är ett arkitektkontor med kontor i Stockholm i det som i slutet av 1800-talet var Neumüllers bryggeri på Åsögatan i Stockholm. Företaget grundades 1996 av Herbert Scheiwiller (född 1939) och Bo Svensson och utför uppdrag inom kontor, industri, bostäder och publika byggnader. Kontoret har cirka 50 medarbetare och leds av vd och arkitekt Ari Leinonen.
Bland Scheiwiller Svenssons arbeten kan nämnas NOD i Kista, champagnebaren Perini på centralstationen i Stockholm, kontorshus i Ulriksdal, ungdomsbostäder i Högdalen och upprustningen av Stockholms Stadsbibliotek.

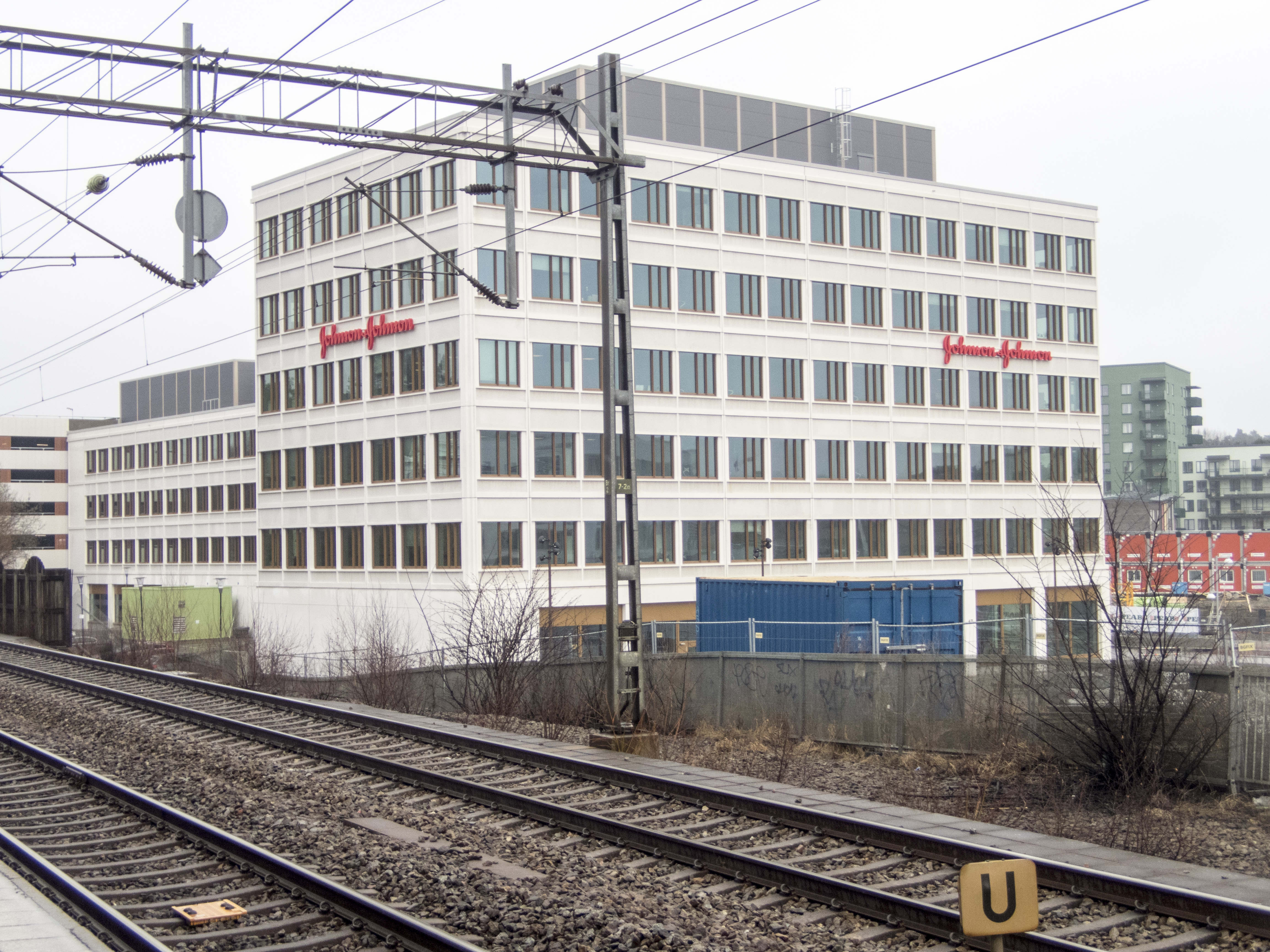
Kontorshus i Ulriksdal